# Terranuova Bracciolini
Terranuova Bracciolini è un comune italiano di 12 106 abitanti della provincia di Arezzo in Toscana.

## Geografia fisica
Il comune di Terranuova Bracciolini si trova nel Valdarno superiore, sulla riva destra dell'Arno. Il territorio, che si estende per circa 86 km², comprende il fondovalle, ove è ubicato il capoluogo, oltre ad ampie zone collinari dove si trovano alcune delle numerose frazioni. La fascia collinare è caratterizzata dalle cosiddette balze (calanchi).

### Territorio
- Classificazione sismica: zona 3 (sismicità bassa), Ordinanza PCM 3274 del 20-3-2003

### Clima
- Classificazione climatica: zona D, 1971 GR/G
- Diffusività atmosferica: alta, Ibimet CNR 2002

## Storia
Fondata nel 1337 dalla Repubblica Fiorentina, Terranuova ("Bracciolini" fu aggiunto nel 1862, in onore del celebre umanista, l'enciclopedico Poggio Bracciolini, che qui ebbe i propri natali) fu chiamata in origine Castel Santa Maria e fu una delle "terre murate" costruite a difesa del Valdarno.

## Monumenti e luoghi d'interesse

### Architetture religiose
- Chiesa di Santa Maria Bambina
- Oratorio di San Benedetto
- Convento di Ganghereto
- Chiesa di San Bartolomeo al Pozzo
- Chiesa di San Biagio ai Mori
- Chiesa di San Donato in Ganghereta (già S. Niccolò a Ganghereto)
- Chiesa di Santa Maria Nuova, recente e moderno edificio nel quale è stato trasferito un Crocifisso del primo Trecento proveniente dalla chiesa di Santa Maria Bambina ed attribuito ad uno scultore toscano affine al Maestro del Crocifisso di Camaiore.[5] La chiesa è stata progettata dal celebre architetto svizzero Mario Botta e si ispira alla biblica "scala di Giacobbe".

- Chiesa di San Michele a Le Ville, semplice chiesa già parte di un monastero benedettino, è importante per la presenza della pala di Gregorio Pagani con la Madonna in trono col Bambino tra i santi Michele Arcangelo e Benedetto, del 1595. La tavola, commissionata da Giovan Battista Concini, è caratterizzata da una stesura pittorica morbida, neocorreggesca, ma al contempo lucida, unita all'interesse per il classicismo di Annibale Carracci e per i modelli sarteschi di primo Cinquecento.[6]
- Oratorio di Santa Maria in Campo Arsiccio
- Chiesa di Santa Maria a Pernina
- Santuario della Madonna delle Grazie
- Chiesa dei Santi Fabiano e Sebastiano a Traiana
- Chiesa di San Lorenzo a Piantravigne, nella quale è collocata la Madonna col Bambino in trono con due santi Martiri, tavola di un pittore ignoto, databile ai primi anni del XIV secolo.[7]
- Chiesa di San Pietro a Treggiaia, piccola chiesa nella quale dal 2014 è stata ricollocata una Madonna col Bambino databile agli anni trenta del Trecento ed attribuita a Bernardo Daddi.[8]

### Parchi e luoghi pubblici
- Il parco pubblico attrezzato, situato tra Viale Europa e Via 2 giugno, occupa una vasta area recintata che si estende fino alla riva destra del Ciuffenna, all'interno della quale sono collocate varie infrastrutture: un ristorante pizzeria, un bar, un campo da calcetto, un campo da tennis e pallavolo, un campo da pallacanestro, un campo da calcio ed una piccola pista da pattinaggio. Sono presenti svariate aree verdi con panchine e giochi per bambini. All'esterno, nelle immediate vicinanze, si trova poi uno skate park, edificato recentemente. Il parco riveste un ruolo centrale per i cittadini di ogni fascia di età ed ogni anno ospita varie manifestazioni

## Società

### Evoluzione demografica
Abitanti censiti

### Etnie e minoranze straniere
Secondo i dati ISTAT al 31 dicembre 2010 la popolazione straniera residente era di 928 persone. Le nazionalità maggiormente rappresentate in base alla loro percentuale sul totale della popolazione residente erano:
- Albania 266 2,16%
- India 230 1,86%
- Romania 188 1,52%

### Tradizioni e folclore
La festa del Patrono (sant'Antonio) viene celebrata il 13 giugno. La Processione di Gesù Morto è una rappresentazione liturgica oggi realizzata solo ogni sette anni, ma di antiche tradizioni. Ormai solo un ricordo è invece l'Infiorata Archiviato il 4 marzo 2016 in Internet Archive. del Corpus Domini, tenutasi per l'ultima volta nel 1965.

## Cultura

### Istruzione

#### Scuole
L'Istituto Comprensivo "Giovanni XXIII" è situato in Via Adige ed include i tre ordini di scuola: dell'infanzia, primaria e secondaria. È diretto dal preside Luca Decembri. Nel territorio è presente una scuola dell'infanzia privata e sono attivi numerosi servizi comunali (asili nido e CIAF, un servizio di doposcuola).

### Eventi
La Festa del Perdono costituisce la maggiore manifestazione fieristica del Valdarno e vanta origini antiche (1615). Si svolge ogni anno nel quarto fine settimana di settembre (il martedì di chiusura della Fiera deve finire entro il mese stesso) e ad essa segue, il lunedì, la tradizionale Fiera Nazionale degli Uccelli. Di tradizioni più recenti la fiera antiquaria che si svolge la seconda domenica di ogni mese.
Dal 2013 si svolge nel mese di marzo la Fiera Nazionale Primaverile degli Uccelli

## Infrastrutture e trasporti

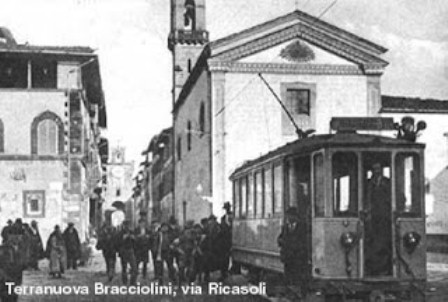
Capolinea tranviario di via Ricasoli

Dal 1914 al 1936 la località era collegata a Montevarchi mediante un'apposita diramazione della tranvia Valdarnese, una linea a trazione elettrica il cui tratto principale collegava San Giovanni Valdarno con Montevarchi e Levane; Tale infrastruttura, gestita dalla Società per la trazione elettrica del Valdarno superiore (STV), svolse un ruolo essenziale nello sviluppo industriale della zona, arrivando a trasportare più di 1.300.000 viaggiatori l'anno. Il capolinea era ubicato in via Ricasoli.

## Amministrazione
Di seguito è presentata una tabella relativa alle amministrazioni che si sono succedute in questo comune.
| Periodo          | Periodo        | Primo cittadino | Partito                                                        | Carica  | Note   |
| ---------------- | -------------- | --------------- | -------------------------------------------------------------- | ------- | ------ |
| 12 dicembre 1986 | 1º luglio 1990 | Carlo Pasquini  | Partito Comunista Italiano                                     | Sindaco | [ 13 ] |
| 1º luglio 1990   | 24 aprile 1995 | Carlo Pasquini  | Partito Comunista Italiano, Partito Democratico della Sinistra | Sindaco | [ 13 ] |
| 24 aprile 1995   | 14 giugno 1999 | Carlo Pasquini  | centro-sinistra                                                | Sindaco | [ 13 ] |
| 14 giugno 1999   | 14 giugno 2004 | Carlo Pasquini  | centro-sinistra                                                | Sindaco | [ 13 ] |
| 14 giugno 2004   | 8 giugno 2009  | Mauro Amerighi  | centro-sinistra                                                | Sindaco | [ 13 ] |
| 8 giugno 2009    | 26 maggio 2014 | Mauro Amerighi  | centro-sinistra                                                | Sindaco | [ 13 ] |
| 26 maggio 2014   | 27 maggio 2019 | Sergio Chienni  | Partito Democratico                                            | Sindaco | [ 13 ] |
| 27 maggio 2019   | in carica      | Sergio Chienni  | Partito Democratico                                            | Sindaco | [ 13 ] |

### Gemellaggi
- Hausa
- Accumoli

## Sport
Dopo il fallimento della Terranuovese la maggior squadra locale è l'ASD Terranuova Traiana che nella stagione 2024-2025 milita in Serie D.

### Ciclismo
A Terranuova Bracciolini vengono annualmente organizzate diverse corse su strada di livello dilettantistico e giovanile. Le principali sono:
- Ruota d'Oro - GP Festa del Perdono: organizzata dall'ASD Futura Team, si corre da fine anni '60, pur essendo associata al più antico "Gran Premio Festa del Perdono". Gara internazionale, dal 2005 è inserita nel calendario UCI Europe Tour, e dal 2013 è riservata ai soli ciclisti della categoria Under-23;[14]
- Coppa Cicogna: organizzata dalla Fracor International, si svolge in frazione Cicogna. La prima edizione risale al 1920; nelle ultime stagioni è stata inclusa nel calendario della Federciclismo come gara regionale riservata ai ciclisti della categoria Under-23;[15]
- Coppa Penna: organizzata dalla Fracor International, si corre in frazione Penna il 1º maggio di ogni anno. Corsa per la prima volta nel secondo Dopoguerra, nelle ultime stagioni è stata inclusa nel calendario della Federciclismo come gara regionale per ciclisti della categoria Elite/Under-23.[16]

### Impianti
- Alla fine del 2007 è stato ultimato il Palazzo dello Sport, per essere inaugurato nell'ottobre 2008; la struttura è impiantisticamente predisposta per Pallacanestro, Pallavolo, Pallamano, Calcetto, Ginnastica ritmica ed artistica con campo di gioco in legno. È stata curata anche la tematica del risparmio energetico, predisponendo l'edificio per un impianto di riscaldamento alimentato a biomasse e a pannelli solari. L'edificio conta circa 600 posti a sedere su poltroncine.
- Il Palageo è una tensostruttura che ospita un campo da pallacanestro; precedentemente utilizzato per tutti gli incontri casalinghi della U.S. Terranuova Basket, ha assunto un ruolo di secondo piano con l'entrata in servizio del nuovo Palasport, situato nelle immediate vicinanze. I posti a sedere sono circa 250 su un'unica tribuna a gradoni, mentre il campo di gioco è in gomma.